# Denys le Jeune
Pour les articles homonymes, voir Denys.
Sauf précision contraire, les dates de cet article sont sous-entendues « avant l'ère commune » (AEC), c'est-à-dire « avant Jésus-Christ ».
Denys le Jeune (ou Dionysios II de Syracuse) est un tyran de la colonie grecque de Syracuse au IVe siècle, né en 397.

## Famille
Fils du tyran Denys l'Ancien et de Doris de Locres, il épouse sa demi-sœur, Sofrosina (Sophrosyne), fille de Denys l'Ancien et de sa troisième épouse, Aristomache. De cette union, ils ont un fils, Apollocratès, et deux filles, massacrées en -344 par les Syracusains.

## Biographie
Il semble avoir vécu dans sa famille maternelle à Locres, hors de la cour de son père. Initié à l'art et la philosophie mais sans formation politique, il succède en 367 à son père, sous la supervision de Dion, son oncle maternel et ancien tuteur. Il conclut immédiatement une paix avec Carthage.
Ivrogne et peu soucieux du gouvernement de sa cité, il est critiqué par son tuteur qui tente d'instaurer un gouvernement plus modéré sur les conseils de son ami Platon qui vient à la cour de Syracuse en 366. Ce faisant, il provoque la colère de Denys, qui le bannit en 366.
Banni et privé de ses biens, Dion s'installe à Athènes, mais après avoir eu vent de l'irrespect dont il a fait preuve envers lui et Platon quand ce dernier a tenté d'intercéder en faveur de son ami, il prend la tête de l'opposition et profite d'un voyage de Denys le Jeune à Caulonia pour prendre le pouvoir en 357, résistant à la contre-attaque de Philistos de Syracuse. Dion est assassiné trois ans plus tard.
Denys, de son côté, devient le tyran de Locres, où déjà Thrasybule de Syracuse s'était réfugié, puis rentre à Syracuse en 346 où il reprend le pouvoir. Toujours impopulaire auprès des habitants de la ville, qui le forcent rapidement à s'enfermer dans la citadelle, il se rend en 343 au Corinthien Timoléon, en échange de sa fuite discrète vers Corinthe. Sa famille, restée à Locres, est tuée par ses sujets.
Il vécut encore une année, enseignant selon la légende la rhétorique dans la misère la plus indigente.